# Flug ins Abenteuer
Flug ins Abenteuer (Originaltitel: Radio Flyer) ist ein US-amerikanisches Fantasy-Filmdrama von Richard Donner aus dem Jahre 1992.
Wie auch in Die üblichen Verdächtigen oder The Sixth Sense wird auch hier das filmische Stilmittel des Unzuverlässigen Erzählens genutzt. Im Gegensatz zu den beiden genannten Filmen bekommt aber hier der Zuschauer am Ende keine Auflösung serviert und ist auf seine eigene Beobachtungsgabe und Aufmerksamkeit angewiesen, um das erzählte und gezeigte Geschehen vom tatsächlichen (ungezeigten) Geschehen zu unterscheiden.

## Handlung
Mike beobachtet, wie seine beiden Söhne streiten. Der eine sagt, ein Versprechen habe keine Bedeutung. Der Vater möchte ihnen beibringen, dass ein Versprechen doch zählt. Er erzählt eine Geschichte aus seiner Jugend. Der junge Mike, sein kleiner Bruder Bobby, die Mutter und der Deutsche Schäferhund Shane ziehen in eine neue Stadt, nachdem ihr Vater sie verlassen hat. Mary heiratet Jack, den die anderen „The King“ nennen müssen. Jack ist Alkoholiker und schlägt Bobby regelmäßig. Die Mutter weiß nichts von den Misshandlungen. Die Söhne sehen jedoch, dass ihre Mutter mit Jack glücklich ist und sagen daher nichts.
Beide Söhne versuchen, dem brutalen Stiefvater zu entfliehen und stellen sich vor, dass ihr roter Ziehwagen der Marke Radio Flyer ein Flugzeug wäre. Bobby fliegt damit weg und Mike sieht ihn nie wieder. Allerdings erhält er Postkarten von überall auf der Welt.

## Produktion
David Mickey Evans’ Drehbuch für Flug ins Abenteuer war begehrt; Warner Bros. und Columbia Pictures bemühten sich beide darum. Der Wettstreit begann im November 1989. Columbia zahlte Evans die beachtliche Summe von 1,25 Millionen US-Dollar für das Drehbuch.
Am 18. Juni 1990 begannen die Dreharbeiten. Regie führte Evans und Rosanna Arquette spielte die Mutter, Tomas Arana den King, Luke Edwards und James Badge Dale die Söhne. Nach zehn Drehtagen waren die Produzenten enttäuscht, woraufhin der Executive Producer Michael Douglas die Dreharbeiten beendete. Er engagierte Richard Donner als neuen Regisseur. Evans blieb am Film als Executive Producer beteiligt.

## Rezeption
Der Film erhielt überwiegend schlechte Kritiken. Bei Rotten Tomatoes wurden von 40 Kritiken 35 % als positiv eingestuft, die Userwertung liegt bei 72 %.
2022 hat der Film bei IMDB 6,9 von 10 möglichen Punkten, bei TMDB 71 %. Dies sind überdurchschnittlich gute Wertungen.
Roger Ebert und Leonard Maltin kritisierten beide, dass der Film eine Fantasiewelt kreiere, um aus dem Problem der Kindesmisshandlung auszubrechen.
Der Film spielte knapp über 4,6 Millionen US-Dollar ein.

## Auszeichnungen
- Young Artist Awards 1993
- Bester Hauptdarsteller in einem Spielfilm für Elijah Wood
- Nominierung als bester Darsteller unter 10 Jahren in einem Spielfilm für Joseph Mazzello
- Nominierung als Bester Familienfilm

## Widmung
Gewidmet wurde der Film der Drehbuchautorin Nancy Benta Hansen und der Produktionsassistentin Simone Fuentes.